# Nagoya-Center Tower
La Nagoya-Center Tower (名古屋センタータワー) est un gratte-ciel construit à Nagoya au Japon en 2008.
Sa hauteur est de 103 mètres. Il abrite des logements sur 29 étages.
L'immeuble a été conçu par la société IAO Takeda